# Giorgio Avola
Giorgio Avola (Modica, 8 de maig de 1989) és un esportista italià que competeix en esgrima, especialista en la modalitat de floret.
Va participar en dos Jocs Olímpics d'Estiu, on hi va obtenir una medalla d'or a Londres 2012, en la prova per equips (juntament amb Valerio Aspromonte, Andrea Baldini i Andrea Cassarà), i el quart lloc a Rio de Janeiro 2016, en la mateixa prova.
Va guanyar set medalles en el Campionat Mundial d'Esgrima entre els anys 2011 i 2019, i dotze medalles en el Campionat d'Europa d'esgrima entre els anys 2010 i 2019.

## Palmarès internacional
| Jocs Olímpics      | Jocs Olímpics           | Jocs Olímpics | Jocs Olímpics     |
| Any                | Lloc                    | Medalla       | Prova             |
| ------------------ | ----------------------- | ------------- | ----------------- |
| 2012               | Londres ( Regne Unit)   | 1             | Floret per equips |
| Campionat del món  |                         |               |                   |
| Any                | Lloc                    | Medalla       | Prova             |
| 2011               | Catania ( Itàlia)       | 3             | Floret individual |
| 2013               | Budapest ( Hongria)     | 1             | Floret per equips |
| 2014               | Kazan ( Rússia)         | 3             | Floret per equips |
| 2015               | Moscou ( Rússia)        | 1             | Floret per equips |
| 2017               | Leipzig ( Alemanya)     | 1             | Floret per equips |
| 2018               | Wuxi ( R.P. de la Xina) | 1             | Floret per equips |
| 2019               | Budapest ( Hongria)     | 3             | Floret per equips |
| Campionat d'Europa |                         |               |                   |
| Any                | Lloc                    | Medalla       | Prova             |
| 2010               | Leipzig ( Alemanya)     | 1             | Floret per equips |
| 2011               | Sheffield ( Regne Unit) | 1             | Floret individual |
| 2011               | Sheffield ( Regne Unit) | 1             | Floret per equips |
| 2012               | Legnano ( Itàlia)       | 1             | Floret per equips |
| 2014               | Estrasburg ( França)    | 2             | Floret per equips |
| 2016               | Toruń ( Polònia)        | 2             | Floret per equips |
| 2016               | Toruń ( Polònia)        | 3             | Floret individual |
| 2017               | Tbilisi ( Geòrgia)      | 3             | Floret individual |
| 2017               | Tbilisi ( Geòrgia)      | 3             | Floret per equips |
| 2018               | Novi Sad ( Sèrbia)      | 2             | Floret per equips |
| 2018               | Novi Sad ( Sèrbia)      | 3             | Floret individual |
| 2019               | Düsseldorf ( Alemanya)  | 3             | Floret per equips |